# Salim Wardeh
Salim Aziz Wardeh, także Wardé lub Wardy (ur. 1 października 1968 w Zahli) – libański polityk, katolik-melchita, minister kultury w rządzie Sada al-Haririego. Ponadto jest przedsiębiorcą specjalizującym się w branży winiarskiej.